# Linocarpon angustatum
Linocarpon angustatum är en svampart som beskrevs av K.D. Hyde & Alias 1999. Linocarpon angustatum ingår i släktet Linocarpon, klassen Sordariomycetes, divisionen sporsäcksvampar och riket svampar.   Inga underarter finns listade i Catalogue of Life.